# San Francisco de Opalaca
San Francisco de Opalaca é um município hondurenho do departamento de Intibucá.